# 科茲洛杜伊

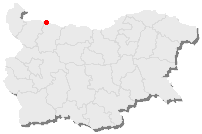

科茲洛杜伊是保加利亞的城鎮，位於該國西北部多瑙河畔，距離首府弗拉察80公里，由弗拉察州負責管轄，海拔高度33米，該鎮有核電廠，2010年人口14,247。
43°47′N 23°44′E / 43.783°N 23.733°E